# Hôtel Bullioud
L’hôtel Bullioud, est un hôtel particulier de la rue Juiverie à Lyon. Il est connu pour la galerie de Philibert Delorme construite à la suite de son voyage en Italie (1536). Son décor constitue une des premières expériences en France du style Renaissance.

## Histoire
Au XVIe siècle, Antoine Bullioud, propriétaire de deux maisons donnant sur cour, souhaite faire construire, entre les deux, des cabinets et des galeries de communication. Il fait pour cela appel à l'architecte Philibert Delorme, de retour d’Italie (en 1536). Les galeries sont appuyées sur des trompes, sans empiéter sur le sol de la cour. Delorme décore l'ensemble de façon innovante avec des formes inspirées de l'antique, qu'il avait étudiées lors de son séjour en Italie : corniches, fenêtres encadrées de pilastres aux chapiteaux d'ordre ionique et de frontons. La frise inférieure des tourelles s'inspire du style ionique tel qu'il est perçu au début du XVIe siècle, avec une alternance de triglyphes, de bucranes et de fleurs.

### La famille Bullioud
Il s’agit d’une importante famille patricienne lyonnaise aux XVe et XVIe siècles dont les membres occupèrent des fonctions importantes et furent reconnus pour leur savoir. Les principaux furent :
- Guillaume (1430-1498), Lieutenant-général en la sénéchaussée et siège présidial de Lyon, docteur ès-droit juge-mage de Lyon.
- Pierre Bullioud, procureur du roi au siège présidial de Lyon et procureur général au parlement de Dombes en 1573. Élève de Cujas, il fut reçu docteur en droit à l'Université de Valence. Député comme premier échevin par la ville de Lyon, en 1597, auprès d'Henri IV qui assiégeait alors Amiens. Il mourut à son retour, le 7 septembre de la même année, à Paris, où il fut inhumé dans l'église Saint-Germain-l’Auxerrois, et placé dans la tombe du chancelier Pomponne de Bellièvre, dont il était proche parent. Il était très versé dans les langues hébraïque, syriaque, grecque, etc. Il a composé plusieurs ouvrages, dont quelques-uns sont restés manuscrits. Le plus connu est La fleur des explications anciennes et nouvelles sur les quatre évangélistes, Lyon, 1696.

Il donna, en 1589 dans sa maison de la rue du Bœuf, un festin fameux qui fut appelé le banquet d'Agathon, ou des sept Sages. Les convives étaient Genebrard, archevêque d'Aix ; le cardinal Cajetan ; François Panigarole ; le cardinal Bellarmin ; Matthieu de Vauzelles ; le père Castor, jésuite ; et Jean Hay, jésuite écossais.
- Pierre (1588-1661) fils du précédent, jésuite, auteur d'un Lugdunum sacro-prophanum sur l'histoire de Lyon, de son église, de la fondation de ses monastères, chapitres et collégiales, de ses monuments et institutions et des hommes illustres du Lyonnais, Forez et Beaujolais.
- Antoine (1514-1570) était trésorier général des Finances en Bretagne.

## Description

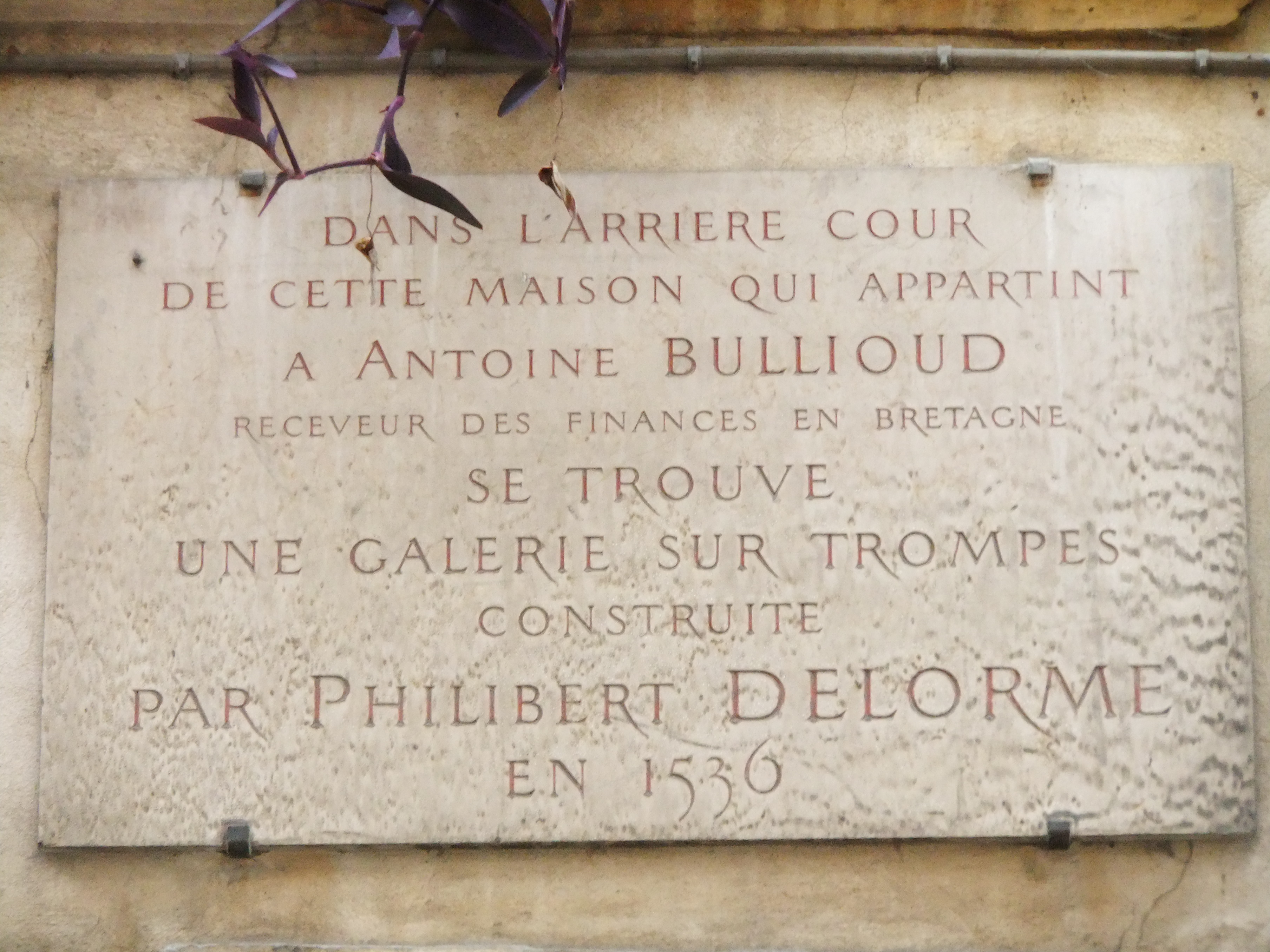
Plaque informative au niveau de l'entrée, 8 rue juiverie.

L'ouvrage conçu par Delorme révèle l'œuvre d'une personne sensibilisée à l'art architectural italien, mais n'en maîtrisant pas encore complètement les codes.

### Traboule d'accès
L'entrée de la traboule se trouve 8 rue Juiverie, dans le 5e arrondissement de Lyon. L'Hôtel Bullioud se trouve au fond de la cour, ainsi que la galerie Philibert Delorme.

### Protection
L'hôtel est classé au titre des monuments historiques en 1920.

### Iconographie

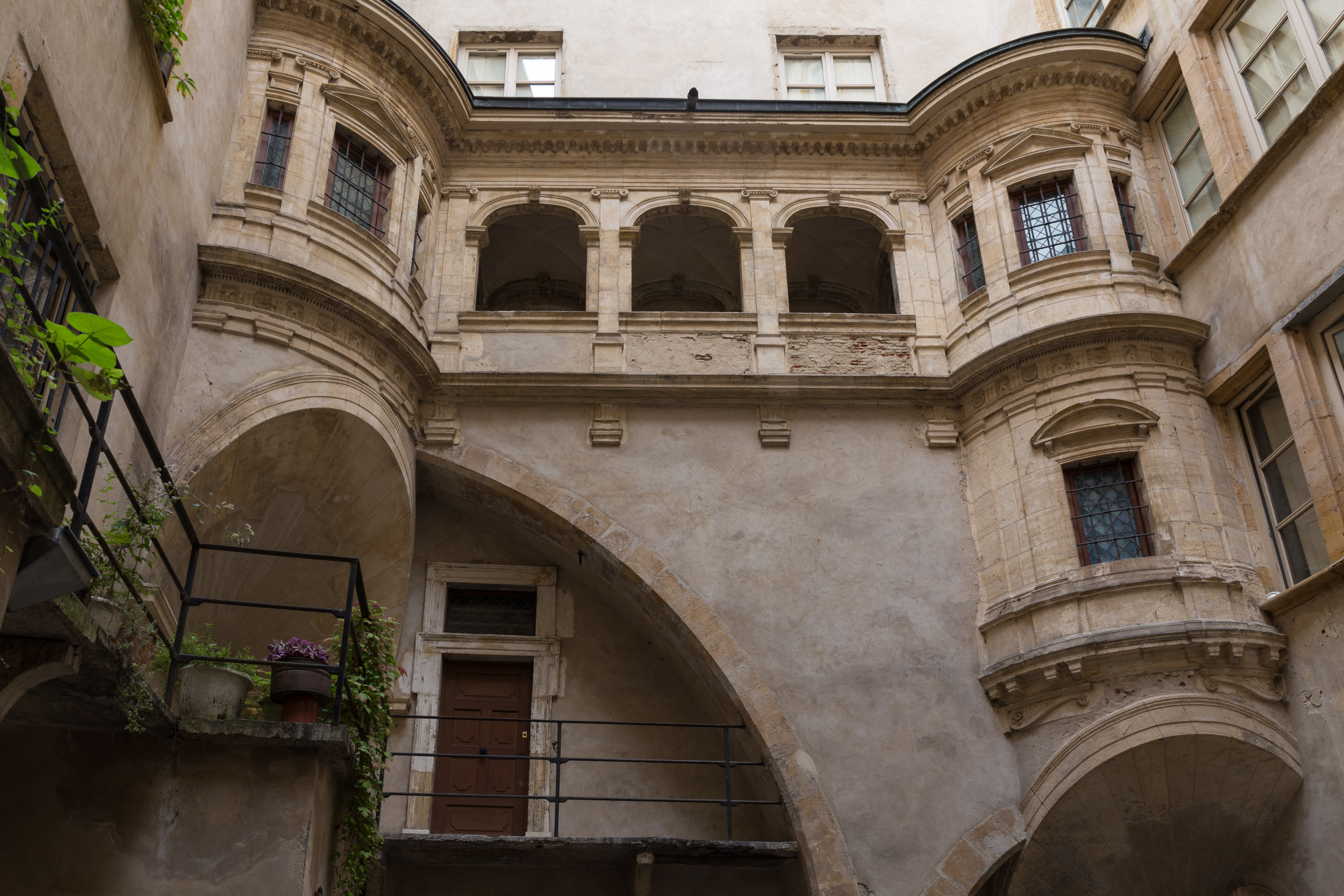
Galerie et trompes.
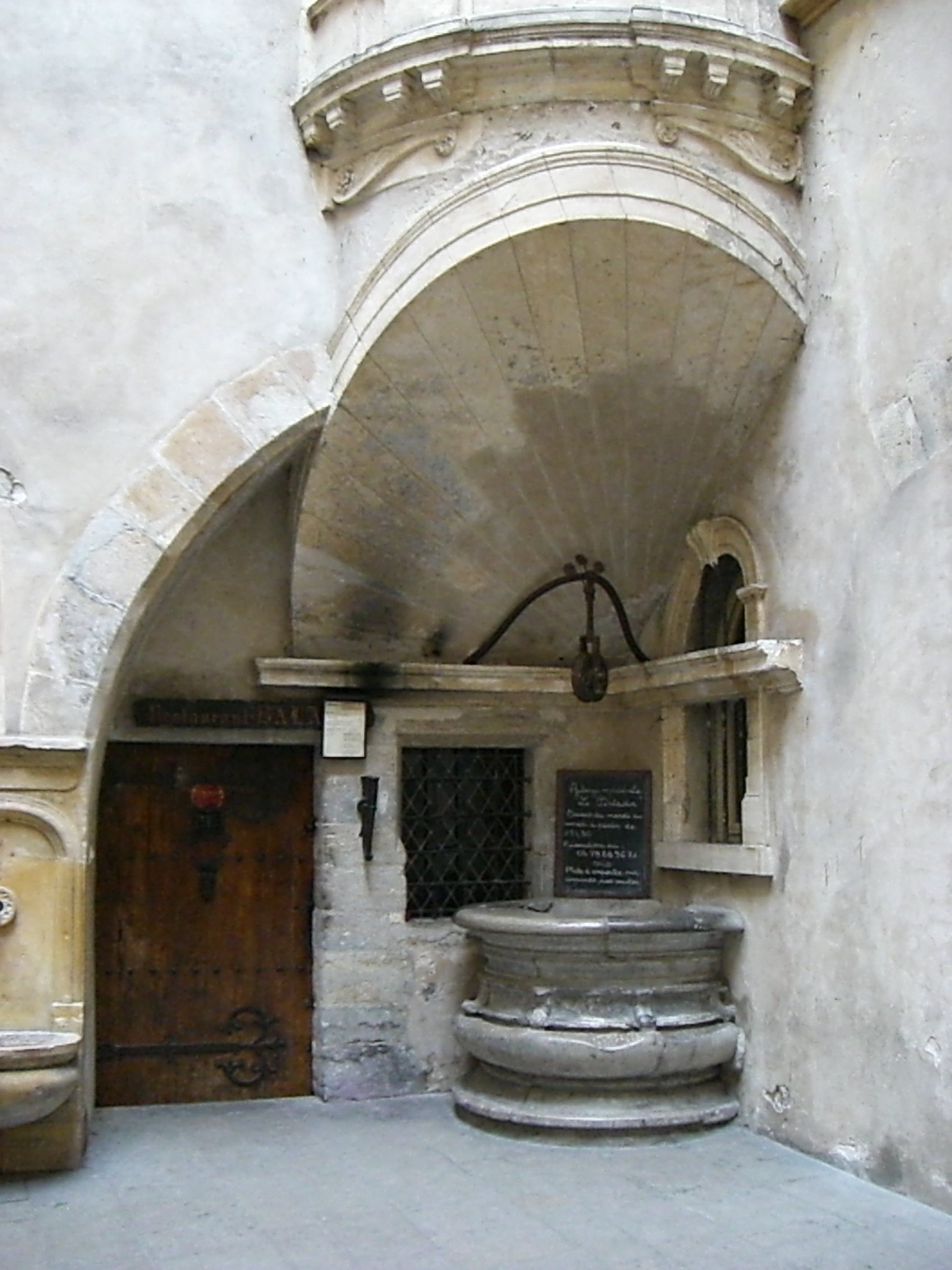
Le puits.
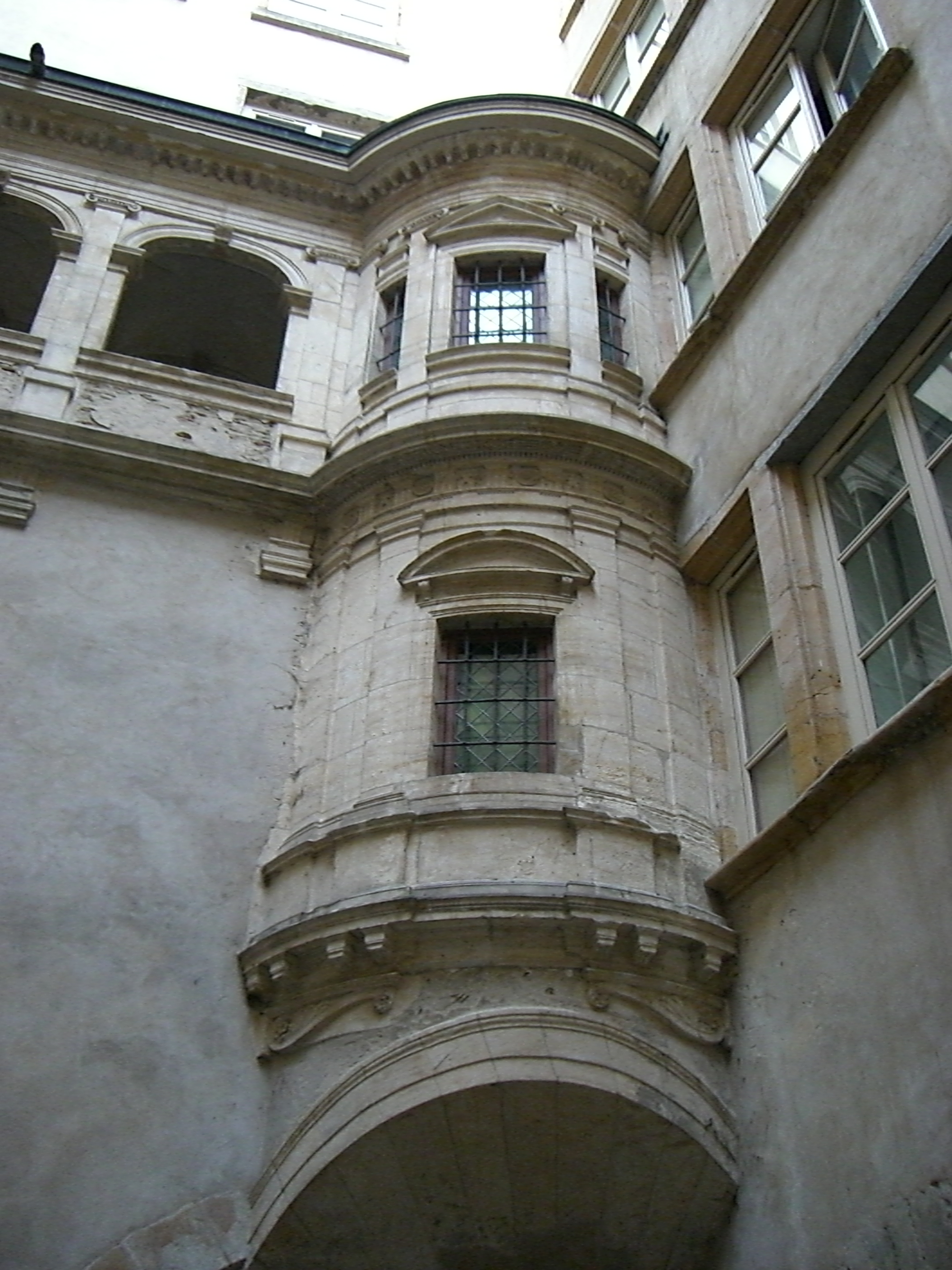
Tourelle nord sur trompe.
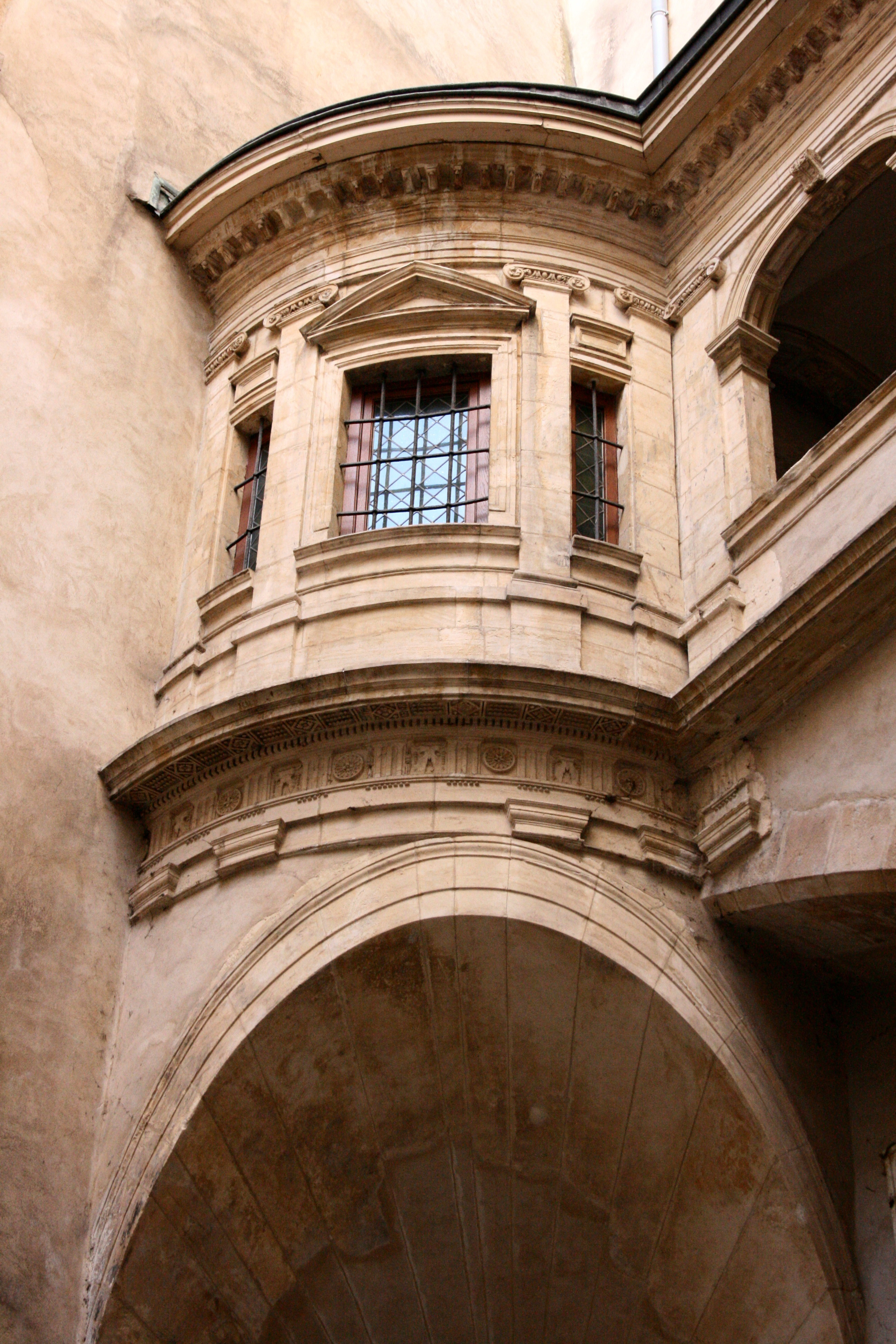
Tourelle sud. Corniche inférieure d'inspiration ionique.
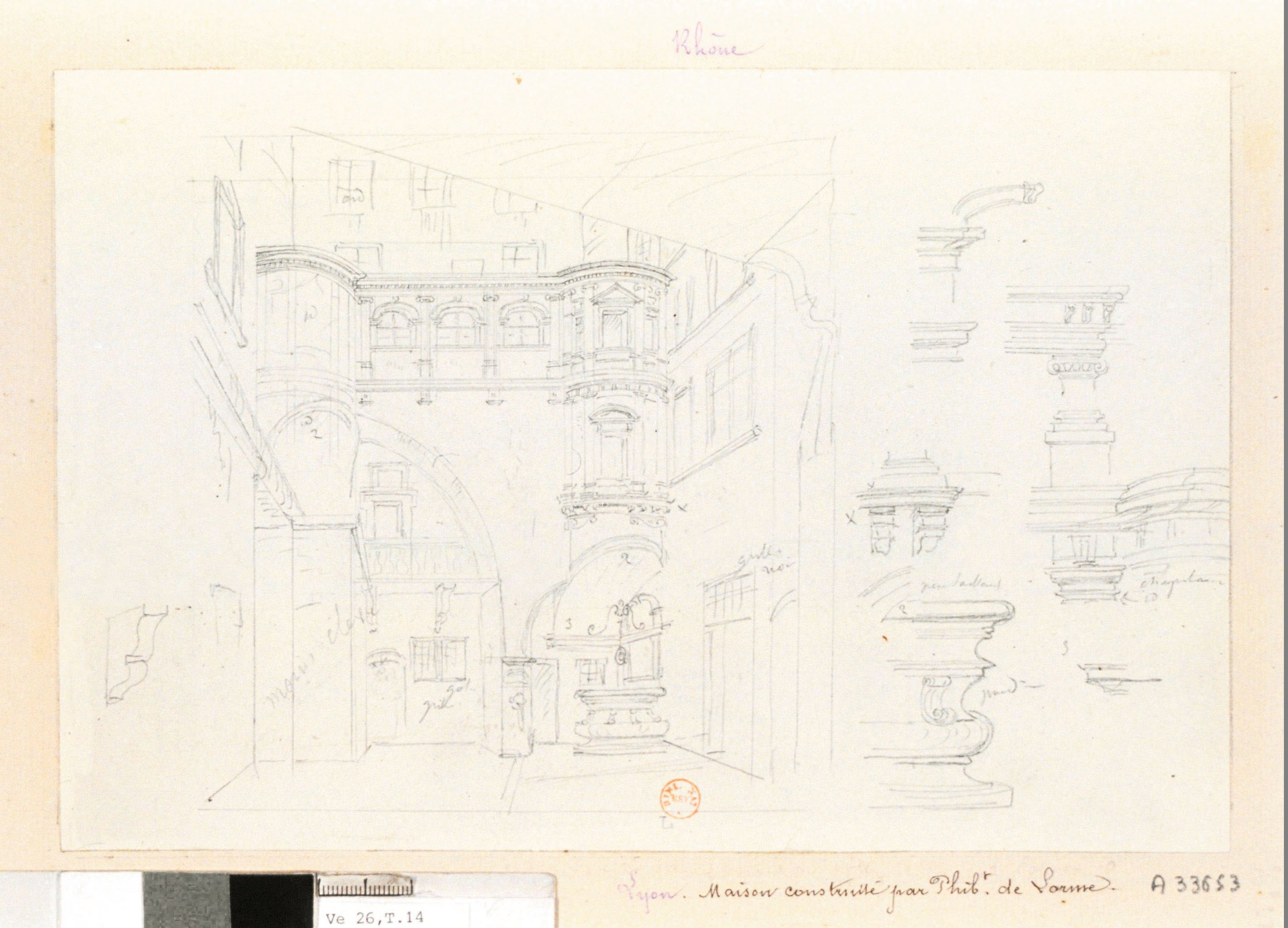
Croquis de Basset de Jolimont réalisé avant 1832.
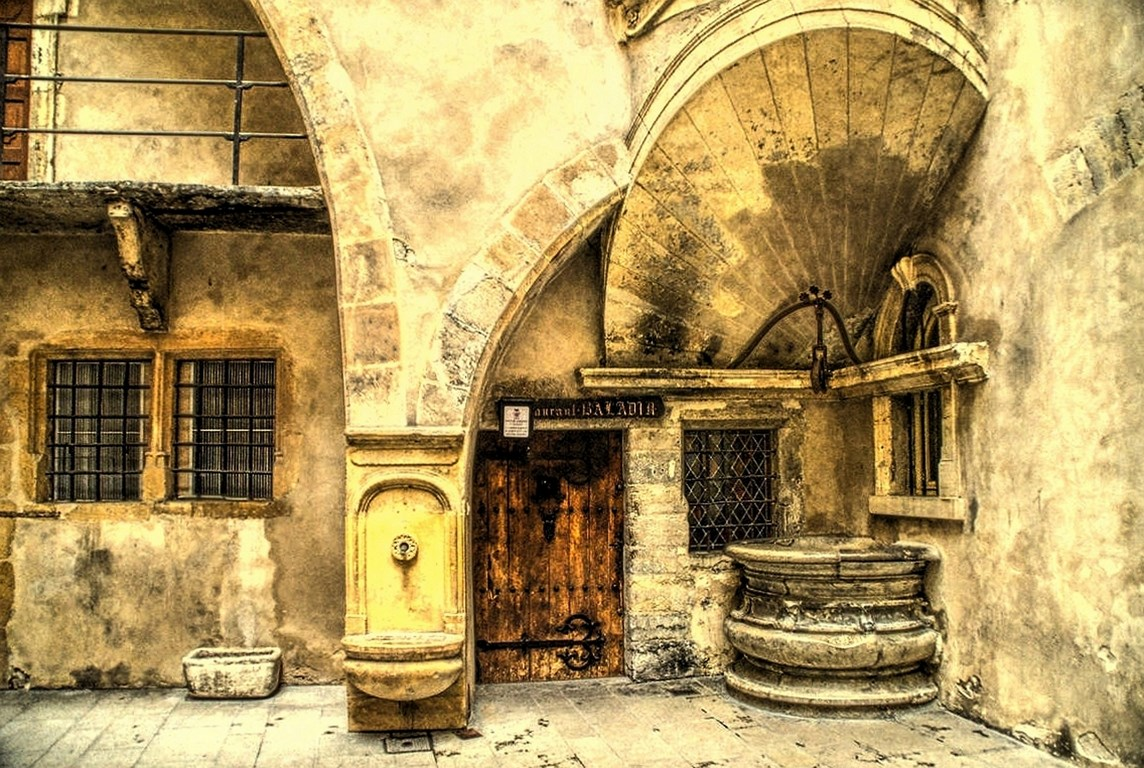
La cour.